# Spital Zweisimmen

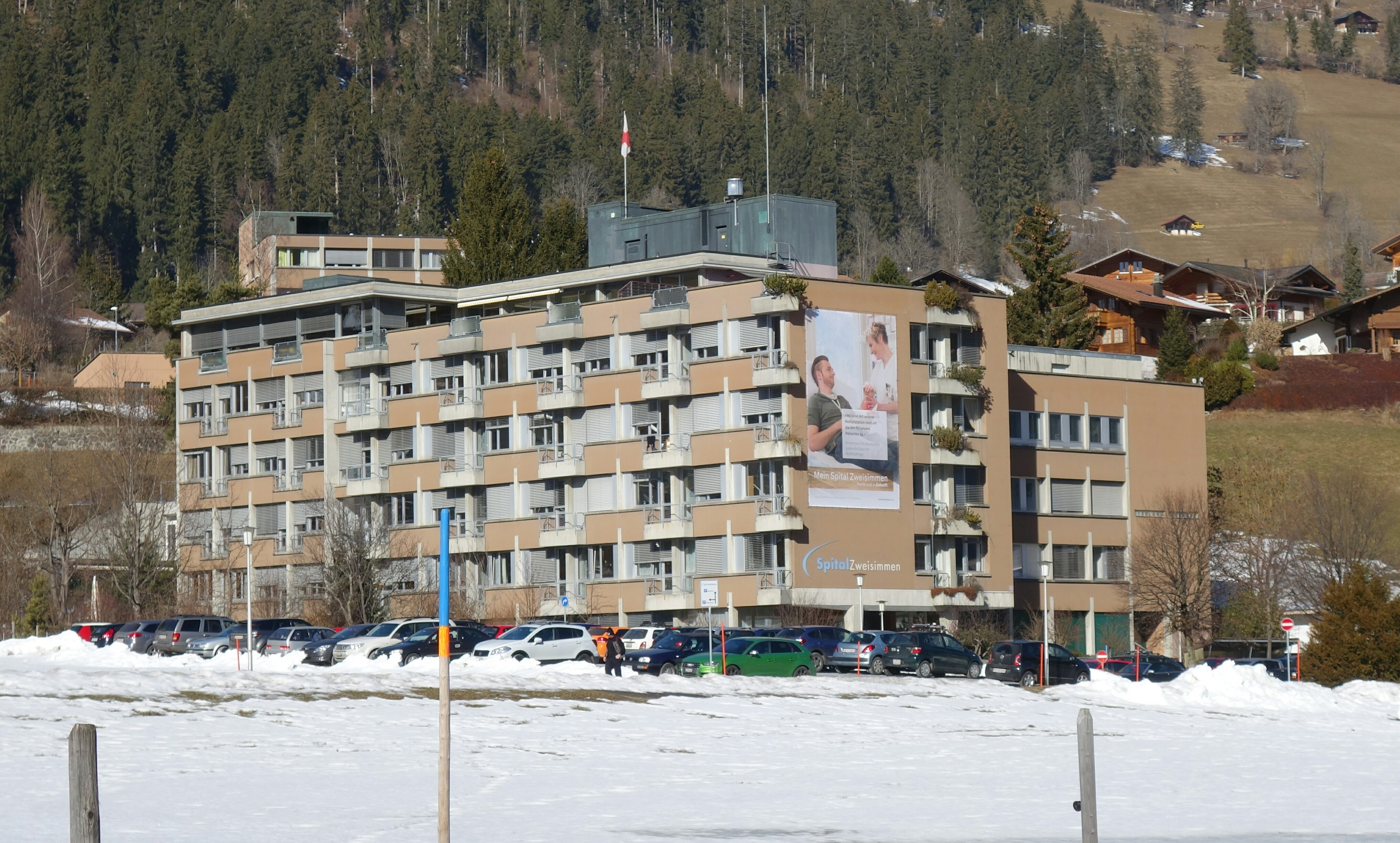
Spital Zweisimmen im Februar 2017

Das Spital Zweisimmen ist ein Krankenhaus (schweiz.: „Spital“) in Zweisimmen im Berner Oberland.
Das Einzugsgebiet des Spitals umfasst das obere Simmental und das Saanenland. Im Winter gehören die Skigebiete Gstaad einschliesslich des Gletschergebietes Sex Rouge und Teile des Skigebiets Adelboden-Lenk zum Versorgungsgebiet. Um eine medizinische Akutversorgung der Bevölkerung und der Feriengäste in einem Umkreis von maximal 50 Kilometern zu sichern, wurde das Spital vom Kanton Bern als versorgungsnotwendig eingestuft.
Im stationären Bereich wird hauptsächlich eine Versorgung in der Allgemeinen- und Unfallchirurgie, der Medizin mit einer nephrologischen Betreuung einschliesslich Dialyse sowie ein psychiatrischer Dienst angeboten. Zur ambulanten Versorgung besteht eine ganzjährig rund um die Uhr ärztlich besetzte Notfallversorgung.
Ein Klinikneubau wurde 2014 angekündigt und sollte 2016/2017 eröffnet werden. Aus einem Architektenwettbewerb ging 2015 ein Modell unter dem Titel "Dr. House" als Sieger herver. Das Projekt wurde jedoch gestoppt, nachdem der Regierungsrat des Kantons Bern im September 2017 einen Antrag der Betreibergesellschaft ablehnte, bei der es um die langfristige Finanzierung des defizitären Spitalbetriebs ging.
In der Folge wurden weitere Planungen in der Region vorgenommen und ein Gesundheitscampus angestrebt. Bis zur Eröffnung eines Gesundheitscampus wird das Spital Zweisimmen weiterbetrieben. Im Oktober 2019 gründeten die Gemeinden aus dem Simmental und Saanenland hierzu die Gesundheit Simme Saane AG. Bis Ende 2021 sollte eine Volksabstimmung über ein definitives Projekt entscheiden. Nach weiteren Verzögerungen sollen solche Abstimmungen nunmehr im Frühjahr 2023 stattfinden, wobei es allerdings nur um die Fortführung des Spitalbetriebes geht und noch nicht um ein Bauprojekt.
Eine bis zum Jahre 2015 bestehende Geburtenabteilung wurde zum Standort Thun verlagert. Seit dem 1. Januar 2017 können Schwangere, deren Schwangerschaft keine besonderen Risikomerkmale aufweist, im benachbarten jedoch rechtlich eigenständigen Geburtshaus Maternité Alpine gebären.